# Amity (Maine)
Amity és una població dels Estats Units a l'estat de Maine (EUA). Segons el cens del 2000 tenia 199 habitants.

## Demografia
Segons el cens del 2000, Amity tenia 199 habitants, 77 habitatges, i 62 famílies. La densitat de població era d'1,8 habitants per km².
Dels 77 habitatges en un 32,5% hi vivien nens de menys de 18 anys, en un 72,7% hi vivien parelles casades, en un 7,8% dones solteres, i en un 18,2% no eren unitats familiars. En el 14,3% dels habitatges hi vivien persones soles l'1,3% de les quals corresponia a persones de 65 anys o més que vivien soles. El nombre mitjà de persones vivint en cada habitatge era de 2,58 i el nombre mitjà de persones que vivien en cada família era de 2,81.
Per edats la població es repartia de la següent manera: un 26,1% tenia menys de 18 anys, un 5% entre 18 i 24, un 27,6% entre 25 i 44, un 32,2% de 45 a 60 i un 9% 65 anys o més.
L'edat mediana era de 38 anys. Per cada 100 dones de 18 o més anys hi havia 101,4 homes.
La renda mediana per habitatge era de 26.667 $ i la renda mediana per família de 26.667 $. Els homes tenien una renda mediana de 26.458 $ mentre que les dones 16.250 $. La renda per capita de la població era de 13.484 $. Entorn del 13,3% de les famílies i el 15% de la població estaven per davall del llindar de pobresa.